# بورتس هيد
بورتس هيد هي فرقة موسيقية بريطانية تأسست عام 1991 في برستول. اسم الفرقة ماخوذ من اسم مدينة تقع غرب برستول تحمل نفس الاسم. أعضاء الفرقة هم جيوف بارو، بيث قيبونز, ادريات اتلي وأيضاَ مهندس البومهم الأول ديفيد مكدونالد.
البومهم الأول دومي 1994 حاز على اعجاب النقاد. اصدرو أيضاَ البومان، بورتس هيد 1997 و ثرد 2008.

## روابط خارجية
- بورتس هيد على موقع IMDb (الإنجليزية)
- بورتس هيد على موقع الموسوعة البريطانية (الإنجليزية)
- بورتس هيد على موقع ميوزك برينز (الإنجليزية)
- بورتس هيد على موقع رولينغ ستون (الإنجليزية)
- بورتس هيد على موقع أول ميوزيك (الإنجليزية)
- بورتس هيد على موقع ديسكوغز (الإنجليزية)